# Piz de Molinera
Piz de Molinera är en bergstopp i Schweiz.   Den ligger i distriktet Bellinzona och kantonen Ticino, i den sydöstra delen av landet, 150 km sydost om huvudstaden Bern. Toppen på Piz de Molinera är 2 288 meter över havet, eller 108 meter över den omgivande terrängen. Bredden vid basen är 1,7 km.
Terrängen runt Piz de Molinera är huvudsakligen mycket bergig. Närmaste större samhälle är Bellinzona, 9,4 km söder om Piz de Molinera. 
I omgivningarna runt Piz de Molinera växer i huvudsak blandskog. Runt Piz de Molinera är det ganska tätbefolkat, med 54 invånare per kvadratkilometer.